# Педро I де Аербе
Педро I из Аербе (исп. Pedro I de Ayerbe; ок. 1240—1318) — инфант арагонский, сын короля Арагона Хайме I Завоевателя и Терезы Гил де Видауре, 1-й барон де Аербе, Граньен, Робрес и Арнуэсо.

## Семейное происхождение
Незаконнорожденный сын, а позже узаконенный, Хайме I Завоевателя, короля Арагона (1208—1276), и Терезы Гил де Видауре (+ 1285). По отцовской линии его бабушкой и дедушкой были Педро II Католик, король Арагона, и его жена, королева Мария де Монпелье. Он был сводным братом Педро III Великого, короля Арагона, и Хайме II, короля Майорки.

## Биография
Пожертвования его отца, короля Хайме I Завоевателя, и приданое, предоставленное его женой Альдонсой де Сервера, способствовали тому, что Педро де Аербе накопил серьезное состояние, получив право владения замком и деревней Аербе 7 сентября 1272 года.
Его первое появление произошло 9 ноября 1270 года, когда он принял участие в боях против Артала де Луна, хотя он также будет присутствовать при завоевании Мурсии, а позже он также будет участвовать в боях против Рамона де Кардоны и каталонской знати. В 1285 году он участвовал в обороне области близ Эхеа-де-лос-Кабальерос, на которую напало королевство Наварра. В следующем году, в 1286 году, он значительно повлиял на переговоры, в результате которых Королевство Наварра подписало перемирие с арагонцами.

## Отношения с Хайме I
Хотя его отец, король Хайме I, узаконил его и его брата Хайме I де Херика в своем завещании 1272 года, он никогда не называл их инфантами, как своих детей от брака с Иоландой Венгерской, а просто называл их сыновьями, в то время как Фернан Санчес де Кастро и Педро Фернандес де Ихар называются внебрачными детьми. Это вовсе не приравнивает их к инфантам и дает им возможность унаследовать королевства только в том случае, если они оба умрут, не оставив потомства. Несмотря на это, его отец использовал его и его брата совместно для разных задач, и, согласно документам канцелярии, отношения между обоими братьями и их отцом были хорошими.

## Погребение
После его смерти он был похоронен вместе со своей матерью, своим братом Хайме I де Херика, его женой Эльфой Альварес де Азагра и женой Педро Альдонсой де Сервера в Королевском монастыре Грация Деи, ныне несуществующем, известном как Монастырь Реал-Заидия, расположенный в Мархалена/Марчаленес Валенсия. В настоящее время бренные останки его брата отсутствуют. С другой стороны, монастырь Грация-Деи, хотя и изменил местонахождение и в настоящее время находится в муниципалитете Бенагуасил, все еще хранит останки его матери Терезы Гил де Видауре.

## Брак и потомство
Он женился на Альдонсе де Сервера-и-Монкада, дочери Хайме де Сервера, которая принесла в брак важное приданое. В результате этого брака родились две дочери и сын:
- Бланка де Аербе, вышла замуж за Фернандо Лопеса де Луна.
- Педро II де Аербе, 2-й барон Аербе, Граньен, Робрес и Арнуэсо. Он женился на Иоланде Ласкарис де Вентимилья, дочери Евдокии Ласкарины и, следовательно, внучке императора Феодора II Ласкариса.
- Тереза де Аербе (1308-?), замужем за Гильеном де Монкада (?-1329), сеньором де Фрага.

Вне брака у него был внебрачный ребенок:
- Хайме де Аербе, 1-й барон де Патернуа.